# 莉萨·莱斯利
莉萨·莱斯利（英語：Lisa Leslie，1972年7月7日—），美国前女子职业篮球运动员，曾效力于WNBA洛杉矶火花队，司职中锋，WNBA联盟创始球员之一，她是第一位在WNBA正式比赛中成功扣篮的女篮运动员，还曾效力过意大利和俄罗斯的职业女篮联赛。

## 榮譽
- 首名達到3,000分的WNBA球員
- 1997年（平均每場9.5個）及1998年（平均每場10.2個）WNBA籃板球領導球員
- 首名球員同一季內囊括常規賽、WNBA決賽及全明星賽最有價值球員
- 2002年WNBA決賽及全明星賽最有價值球員
- 四屆奧運會（1996、2000、2004、2008）金牌成員
- 首名WNBA球員在正式比赛中成功扣篮

## 海外联赛效力生涯
- 1994-1995 :  阿尔卡莫体育俱乐部
- 2005-2006 :  莫斯科斯巴达地区

## 家庭
丈夫迈克·洛克伍德是一名飞行员。2007年6月16日，莱斯莉生下了自己的第一个孩子，是位女孩，起名劳伦·朱丽叶·洛克伍德。